# Donauufer Autobahn
Die Donauufer Autobahn A22 ist eine Autobahn in Österreich und Teil der Europastraßen E49 und E59. Sie führt nördlich der Donau vom Knoten Kaisermühlen in Wien mit der Südosttangente A23 bis Stockerau, wo sie am Knoten mit der Stockerauer Schnellstraße S5 in die Weinviertler Schnellstraße S3 einmündet.

## Geschichte
Die links der Donau bestehende Verbindung zwischen Linz und Wien, teils Hauderer-Straße und später Donau Straße (B3) genannt, zog mit ihrem Ausbau immer mehr Verkehr an, worunter besonders die Städte Stockerau, Korneuburg und Teile von Floridsdorf litten. Das Teilstück zwischen Stockerau-Nord und Korneuburg-Ost der heutigen Autobahn wurde als vierspurige Schnellstraße S 3 in den Jahren 1969 bis 1971 fertiggestellt. Am 31. Oktober 1981 wurde die sechsspurige Verlängerung von Korneuburg Ost bis zur Floridsdorfer Brücke eröffnet. 1989 wurde das letzte Teilstück von der Reichsbrücke bis zur Anschlussstelle Kaisermühlen dem Verkehr übergeben.
Am 5. September 1998 erfolgte die Eröffnung der Anschlussstelle Korneuburg-West. Im Herbst 2007 wurde der sechsspurige Ausbau von Korneuburg-Ost bis Stockerau-Ost fertiggestellt.
Mit der Eröffnung der Weinviertler Schnellstraße (S 3) 2009 wurde der Abschnitt Knoten Stockerau–Stockerau-Nord der S 3 zugeschlagen.
Zwischen 2007 und 2010 wurde die bisherige Anschlussstelle Korneuburg-West zum Knoten Korneuburg umgebaut und im Anschluss daran die Wiener Außenring Schnellstraße (S 1) errichtet. Am 31. Jänner 2010 wurde diese für den Verkehr freigegeben. Im Zuge der S 1 gibt es nun eine neue Anschlussstelle Korneuburg-West.
Um eine bessere Ost-West-Durchbindung zu ermöglichen, wurde überlegt, die A 22 vom Knoten Kaisermühlen über die Donau bis zur Simmeringer Haide zu verlängern und dort mittels Autobahngabelung in die Ost Autobahn A 4 einzubinden. Derzeit finden allerdings keine Planungstätigkeiten statt. Die Planung wurde im Rahmen einer Evaluation durch das Bundesministerium für Klimaschutz, Umwelt, Energie, Mobilität, Innovation und Technologie 2021 aufgegeben.
| Eröffnung  | Streckenabschnitt                                                    | Länge     |
| ---------- | -------------------------------------------------------------------- | --------- |
| 19.12.1964 | Wien-Nordbrücke – ASt Wien-Neujedlersdorf                            | 2,260 km  |
| 31.10.1981 | ASt Wien-Floridsdorfer Brücke – ASt Korneuburg Ost                   | 10,701 km |
| 21.08.1985 | ASt Vienna International Center – ASt Wien-Floridsdorfer Brücke      | 2,235 km  |
| 01.04.1986 | ASt Korneuburg Ost – Knoten Stockerau                                | 13,797 km |
| 06.07.1987 | ASt Wien-Reichsbrücke – ASt Vienna International Center (linke RFB)  | 0,534 km  |
| 31.12.1987 | ASt Wien-Reichsbrücke – ASt Vienna International Center (rechte RFB) | 0,534 km  |
| 29.06.1988 | Knoten Wien-Kaisermühlen – ASt Wien-Kaisermühlen                     | 1,672 km  |
| 03.05.1989 | ASt Wien-Kaisermühlen – ASt Wien-Reichsbrücke                        | 1,386 km  |
| 02.09.2006 | ASt Wien-Neujedlersdorf – Wien-Brünnerstraße                         | 1,060 km  |

## Verlauf
(Nennung stromaufwärts)

### Kaisermühlen
Am Knoten Kaisermühlen besteht die Verbindung zur Südosttangente und zur Donaustadtstraße (B 3b) in Richtung Kagran. Östlich des Knotens mündet die A 22 in die Raffineriestraße, die zum Ölhafen Lobau führt. Der Knoten ist in Form eines Kreisverkehres gebaut, in den die meisten Verbindungsrampen führen. Etwa einen Kilometer westlich des Knotens befindet sich die Anschlussstelle Kaisermühlen.

### Kaisermühlentunnel

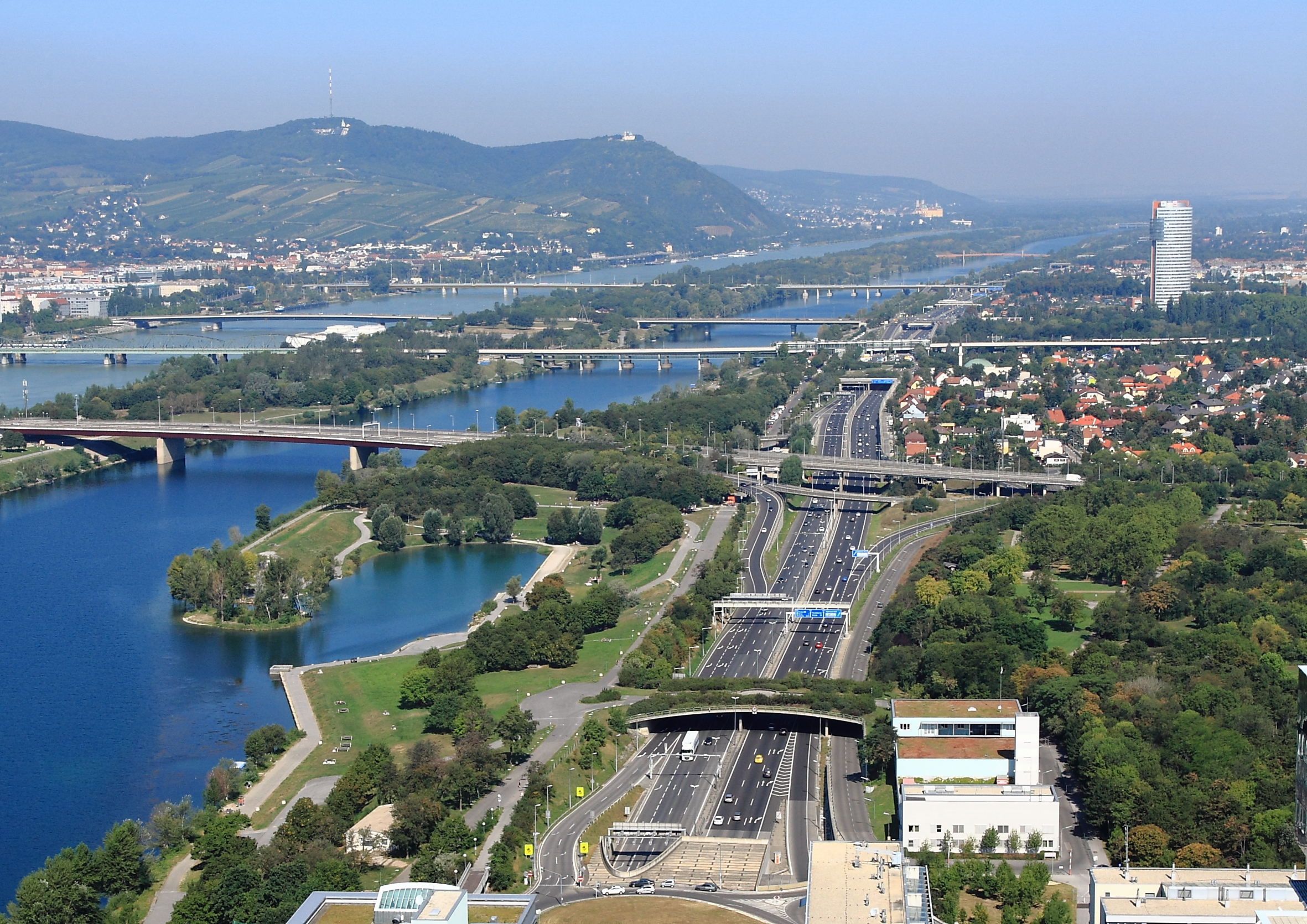
Die Donauufer Autobahn im Bereich zwischen Kaisermühlen und Floridsdorf. Im Vordergrund das Nordportal des Kaisermühlentunnels.

Im Bereich Kaisermühlen wird die A 22 als Unterflurtrasse durch den Tunnel Kaisermühlen geführt. Über die dort situierten Anschlussstellen Reichsbrücke und Vienna International Centre gelangt man in Richtung Zentrum, Kagran und zur UNO-City.

### Brigittenauer Brücke
Die Anschlussstelle an der Brigittenauer Brücke war ursprünglich als Knoten Donaupark konzipiert, da hier die Nordautobahn beginnen sollte. Es bestehen nur Verbindungsrampen von der A 22 zur Brigittenauer Brücke Richtung Brigittenau, nicht jedoch zur Donauturmstraße. Diese erreicht man nur vom anderen Donauufer über die Brücke. Bis zur Einführung der Autobahnvignette 1997 war die Brigittenauer Brücke Teil der A 22, heute gehört sie zum verkehrsplanerisch Klosterneuburger Straße genannten Straßenzug.

### Floridsdorfer Brücke
Nach der Grünbrücke unter dem Islamischen Zentrum und der Unterführung der Nordbahn erreicht die A 22 den Anschluss zur Floridsdorfer Brücke, an dem alle Verbindungsrampen zweispurig ausgeführt sind. Hier gelangt man über die Floridsdorfer Straße (B 226) in Richtung Brigittenau und Floridsdorf sowie zum einzigen öffentlichen Parkplatz auf der Donauinsel. In unmittelbarer Nähe befindet sich auch der Florido Tower.

### Nordbrücke
Der Knoten Floridsdorf verbindet die A 22 mit ihrem Autobahnzubringer Nordbrücke. Dieser war bis 2002 Teil der Donaukanalstraße (B 227) und wurde durch das Bundesstraßen-Übertragungsgesetz der A 22 zugeschlagen. Über den Zubringer gelangt man stadtauswärts zur Brünner Straße (B 7) und stadteinwärts Richtung Gürtel bzw. Klosterneuburg. Dem Knoten fehlt eine Abbiegemöglichkeit: Von Stockerau kommend kann man hier nicht auf die Nordbrücke Richtung Brünner Straße auffahren.

### Strebersdorf
Nach den Grünbrücken Jedlesee 1 und 2 erreicht die Donauuferautobahn den Anschluss Strebersdorf, der sich zum Teil in Niederösterreich befindet. Die Anschlussstelle ist als Knoten in Form einer Birne konzipiert, da hier die Nordrandschnellstraße einmünden sollte. Heute dient sie unter anderem der Erschließung des Industriegebiet Strebersdorf.

### Korneuburg
Ursprünglich war Korneuburg nur mittels einer Anschlussstelle (heute Korneuburg Ost) an die A 22 angebunden.
Die zweite Anschlussstelle (Korneuburg West) wurde 1998 gleichzeitig mit der daran anschließenden Wiener Nordostrandstraße eröffnet. Seit 2007 wurde hier zum Knoten Korneuburg umgebaut, da die Wiener Außenringschnellstraße (S 1) seit dem 31. Jänner 2010 an die A 22 angebunden ist. Der Knoten ist in Form einer Trompete ausgeführt, bei der die Verbindung von Stockerau zur S 1 über die indirekte Rampe führt. Die Rampen von der S 1 auf die A 22 Richtung Wien sind zweispurig.
Von Kommunalpolitikern wird immer wieder der Bau einer zusätzlichen Anschlussstelle „Korneuburg Mitte“ zur Entlastung des Stadtzentrums gefordert.

### Stockerau
Nach den Anschlussstellen Stockerau Ost und Mitte befindet sich der Knoten Stockerau. Hier zweigt die Stockerauer Schnellstraße (S 5) in Richtung Krems ab und die A 22 mündet in die Weinviertler Schnellstraße (S 3/E 59). Einen Kilometer danach befindet sich an der S 3 die Anschlussstelle Stockerau Nord, wo man zur Horner Straße (B 4/E 49), der wichtigsten Verbindung ins Waldviertel, abfahren kann. Der Knoten Stockerau ist ebenfalls in Form einer Trompete ausgeführt, die indirekte Rampe folgt der Verbindung von der S 5 Richtung Stockerau-Nord.

## Sonstiges
Die A 22 ist die erste Autobahn Österreichs, bei der mittels Abschnittskontrolle (Section Control) die Geschwindigkeit im Bereich des Kaisermühlentunnels dauernd überwacht wird. Die Inbetriebnahme erfolgte im Frühjahr 2003.
Die Donauuferautobahn ist Teil des so genannten Regionenrings um Wien.

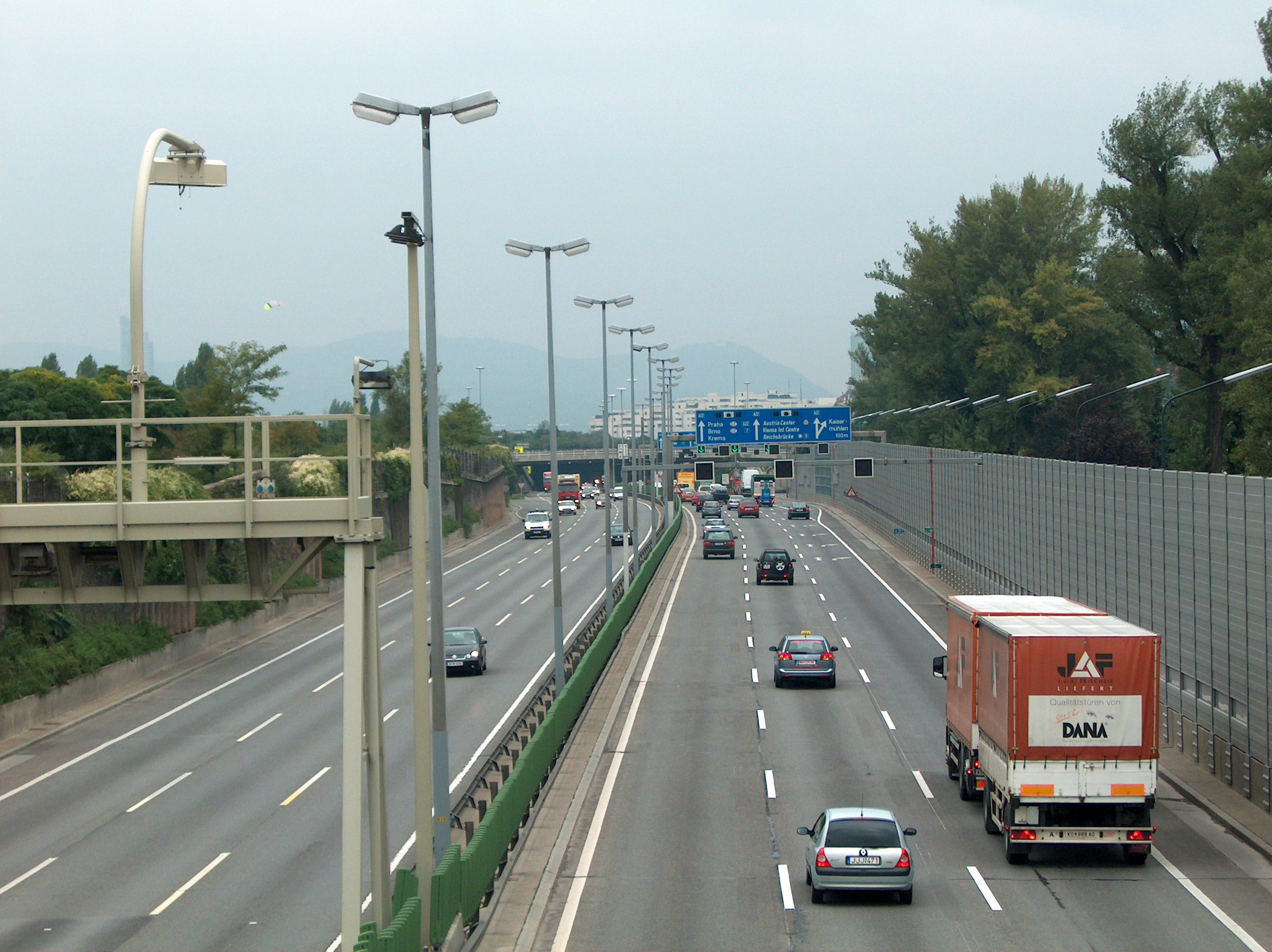
A 22 im Bereich Kaisermühlen
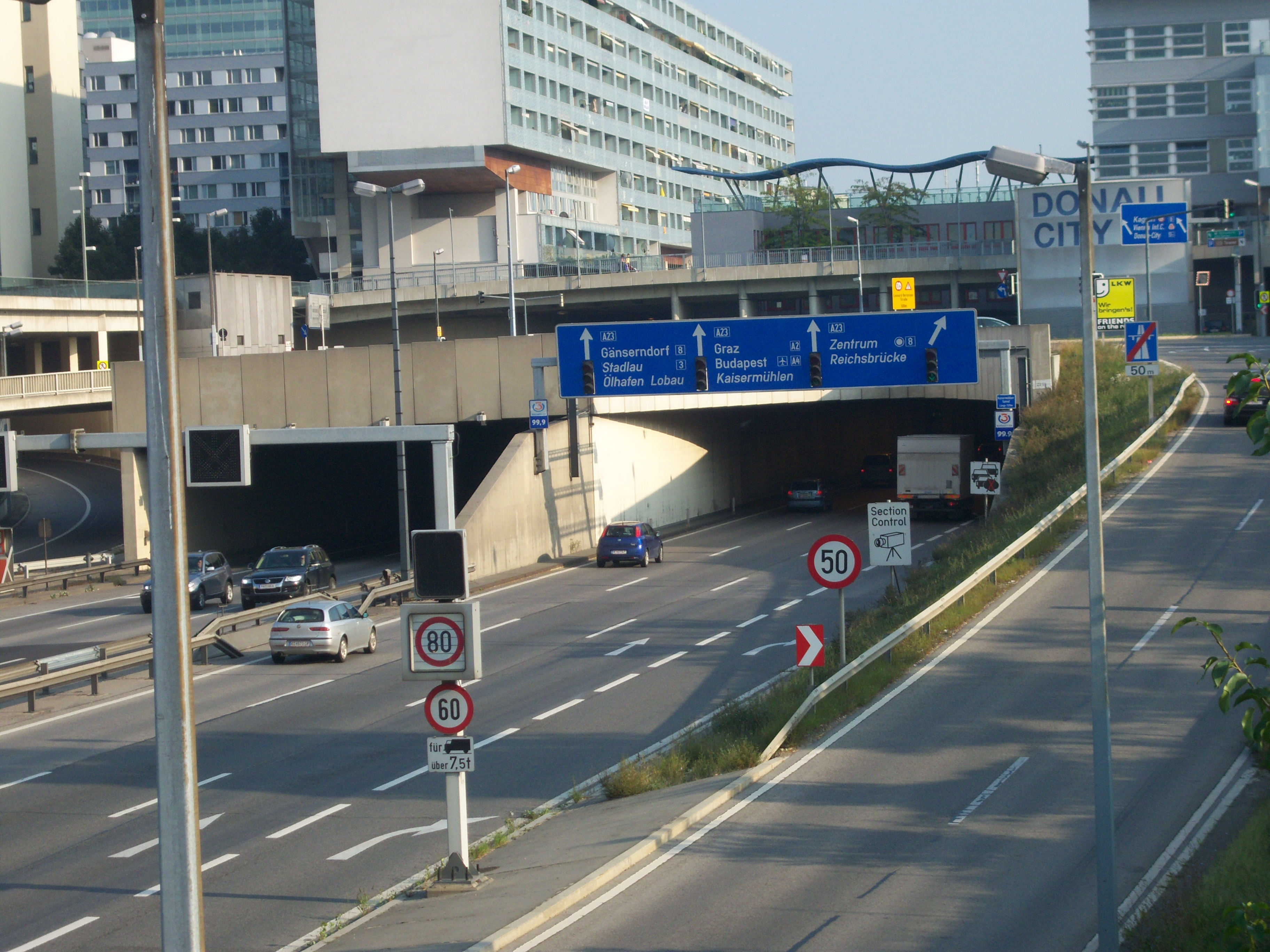
Tunnel Kaisermühlen und Ausfahrt V.I.C.
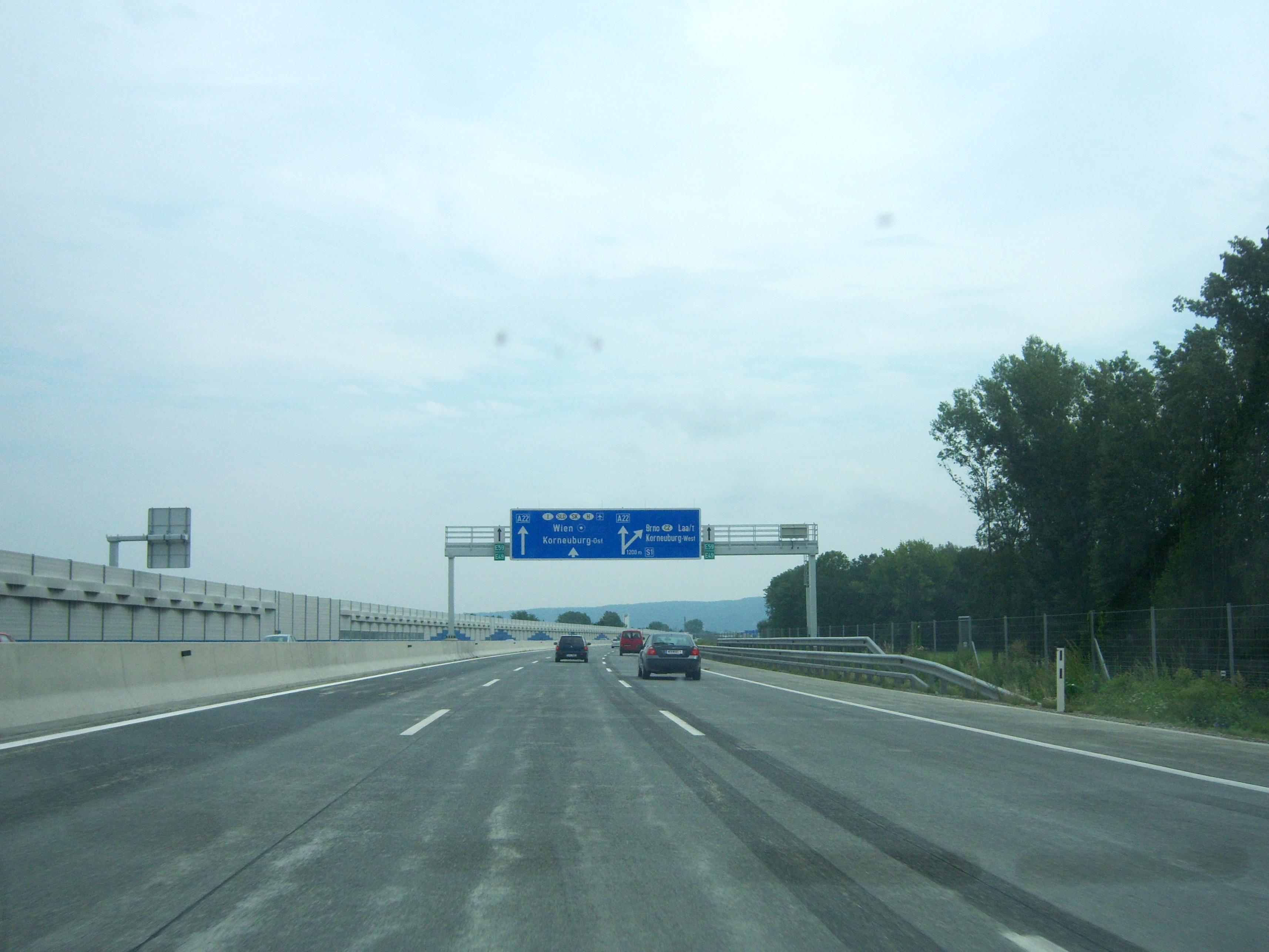
A 22 beim Knoten Korneuburg